# RCD 에스파뇰
레이알 클루브 데포르티우 에스파뇰 데 바르셀로나(카탈루냐어: Reial Club Deportiu Espanyol de Barcelona [rəˈjal ˈklub dəpuɾˈtiw əspəˈɲɔl də βəɾsəˈlonə], 바르셀로나의 왕립 스페인인 스포츠단)는 흔히 에스파뇰(카탈루냐어: Espanyol)로 알려진 스페인 코르넬랴 데 료브레가트를 연고로 하는 프로 스포츠단으로, 현재 스페인 축구의 리그인 라 리가 2 소속이다.
1900년 바르셀로나에서 창단한 에스파뇰은 현재 40,000명의 관중을 수용할 수 있는 RCDE 스타디움을 안방 구장으로 쓰고 있다. 국내 무대에서 에스파뇰은 4차례 코파 델 레이 우승을 거두었는데, 가장 최근에 한 시즌은 2005-06 시즌이었다. 국제 무대에서 에스파뇰은 UEFA컵 결승전에 1988년과 2007년에 두 차례 올랐다. 에스파뇰은 바르셀로나와 오랜 경쟁 관계를 맺고 있었다.

## 구단 명칭

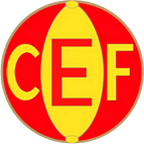
에스파뇰 축구단의 첫 문양

본래 소시에다드 에스파뇰라 데 푸트발(Sociedad Española de Football, 스페인인 축구 사회단)의 명칭으로 알려진 이 구단은 1901년에 클루브 에스파뇰 데 푸트볼(Club Español de Fútbol, 스페인인 축구단)으로 개칭했다. 1906년, 구단은 재정 문제로 해단되어 대부분의 선수들이 X 스포르팅 클루브(X Sporting Club, X 체육단)에 합류했다. 이 구단은 1906년에서 1908년까지 카탈루냐 선수권 대회를 3회 연속 우승했다. 1909년, 구단은 정식적으로 클루브 데포르티보 에스파뇰(Club Deportivo Español, 스페인인 체육단)의 명칭으로 출범했고, 1910년에 현재의 파란색-흰색 줄무늬를 유니폼으로 채택했다. 에스파뇰은 왕실로부터 왕립의 명칭을 사용할 수 있도록 하사받은 구단 중 하나였다. 그에 따라 1912년에 알폰소 13세로부터 명칭을 하사받아 레알 클루브 데포르티보 에스파뇰(Real Club Deportivo Español, 스페인인 왕립 체육단)으로 개칭되었다.
알폰소 13세가 1931년에 왕위를 내려놓고 스페인 제2공화국이 출범하면서, 왕실 칭호와 상징 사용이 금지되어 카탈루냐/친공화파적 명칭인 클루브 에스포르티우 에스파뇰(Club Esportiu Espanyol, 스페인인 체육단)으로 명칭이 변경되었다. 스페인 내전 후, 명칭은 환원되었다.
1995년 2월, 구단은 다시 명칭을 카탈루냐식으로 개칭했다. 현 명칭인 레이알 클루브 데포르티우 에스파뇰 데 바르셀로나(Reial Club Deportiu Espanyol de Barcelona)의 "데포르티우"(Deportiu)는 카스티야어 "데포르티보"(Deportivo)에서 비롯된 말로, 맞는 표현은 "에스포르티우"(Esportiu)이다. 그러나, 구단 명칭을 위와 같이 바꾼 이유는 구단 약칭 "RCD"를 유지하기 위한 목적에 있었다.

## 역사

### 창단과 구단 문화
에스파뇰은 1900년 10월 28일에 바르셀로나 대학교 공학도였던 앙헬 로드리게스 루이스(1879–1959)가 설립했다. 구단의 본래 안방은 사리아 구의 부유층 구역이었다. 에스파뇰은 스페인인들만이 모여 창단한 최초의 구단인데, 나머지 초창기 축구단은 영국인이나 중앙 유럽인이 창단에 참가했었다.

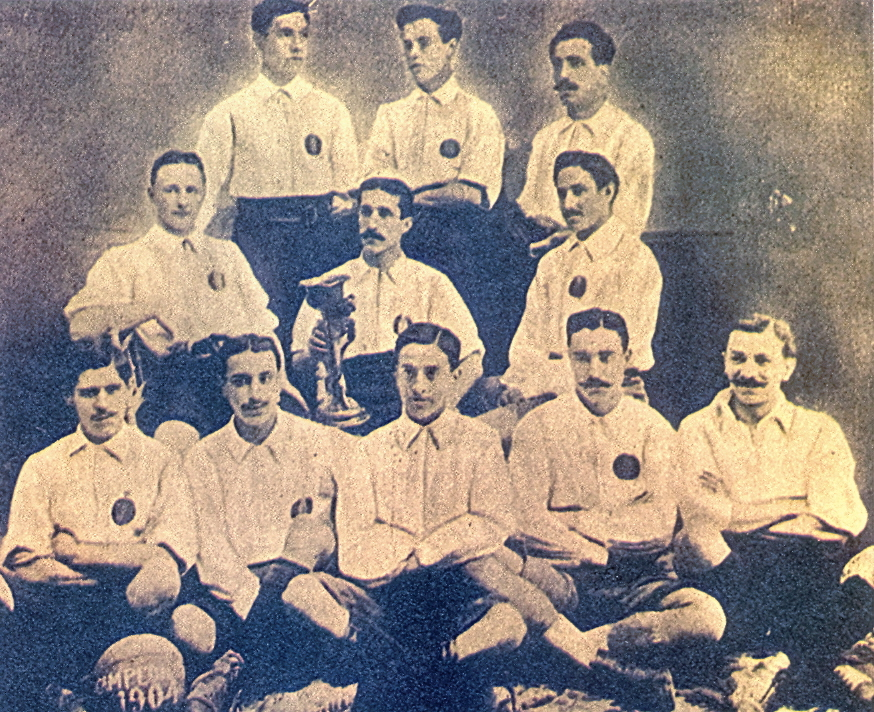
1904년에 카탈루냐 선수권 대회를 우승한 에스파뇰 데 바르셀로나 선수단
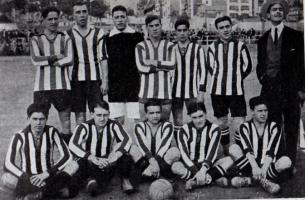
1912년의 에스파뇰 선수단.

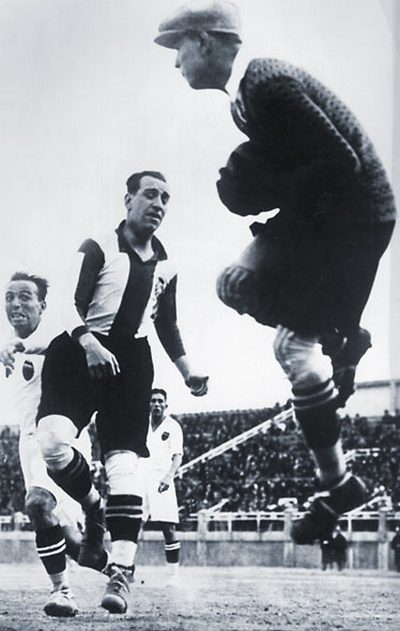
에스파뇰의 리카르도 사모라

초창기 유니폼 색상은 밝은 노란색이었는데, 반바지는 개인별로 각자 마련해 착용했다. 구단 창단자의 지인이 섬유산업에 종사했는데, 그는 다량 남는 노란 옷감을 전해주었다. 1910년, 구단은 명칭을 클루브 데포르티보 에스파뇰(Club Deportivo Español, 스페인인 체육단)으로 개칭하고 청색과 백색 줄무늬 유니폼 및 문양 중앙 색상으로 채택했다. 청색과 백색은 중세 시대 아라곤 왕국의 지중해 무역을 보호한 시칠리아의 위대한 아라곤 제독 로제르 데 류리아 제독을 기리기 위해 채택되었다. 초창기에 구단은 잘 나갔는데, 1903년에 카탈루냐 선수권 대회 우승을 거두었고, 이어서 코파 델 레이에 참가했다.
1994년, 에스파뇰은 현 2군인 에스파뇰 B를 창단했는데, 2군은 현재 세군다 디비시온 RFEF 소속이다.

### 두 번의 UEFA컵 결승
1986년에 하비에르 클레멘테가 취임했다. 그는 첫 시즌에 역대 공동 최고 성적인 리그 3위로 리그를 마감해 UEFA컵 진출권을 손에 넣었다. 에스파뇰은 UEFA컵에서 묀헨글라트바흐, 밀란, 인테르나치오날레, 비트코피체, 그리고 클뤼프 브뤼허를 연파하고 대회 결승전에 진출했지만, 레버쿠젠에 합계 3-3으로 비긴 끝에 승부차기로 패했다. 이어서 2차례 강등당했지만, 1993-94 시즌에 1위로 라 리가로 승격당한 이래 2019-20 시즌에 코로나19 직격탄을 맞은 시즌까지 1부 리그에 머물렀다.
1989년부터 1993년까지 훌리 파르도는 구단을 스포츠 공개 유한 법인으로 변화시키는데 힘썼다. 불어나는 적자에 대응하기 위해, 구단은 반강제적으로 사리아를 매각해야 했고, 결국 경기장은 1997년에 철거되었다.
파코 플로레스가 이끄는 에스파뇰은 1999-2000 시즌에 코파 델 레이 결승전에 진출해 메스타야에서 아틀레티코 마드리드를 2-1로 이기고 1940년 이래 처음으로 대회 우승을 거두었다. 6년 후, 이번에는 미겔 앙헬 로티나가 또다시 대회 우승으로 이끌었는데, 라울 타무도, 루이스 가르시아(2골), 그리고 코로의 골이 연달아 터지면서 사라고사를 마드리드에서 4-1로 완파했다.
이 컵대회 우승으로 에스파뇰은 UEFA컵 진출권을 손에 넣었다. 에스파뇰은 조별 리그 경기를 전승으로 통과한 뒤 리보르노, 마카비 하이파, 벤피카, 그리고 베르더 브레멘을 제압하고 결승전에 도달했다. 2007년 5월 16일에 글래스고의 햄던 파크에서 열린 대회 결승전에서, 에스파뇰은 또다른 라 리가 구단 세비야와 연장 접전 끝에 2-2로 비긴 후 승부차기에서 1-3으로 패했다. 에스파뇰은 UEFA컵 역사상 최초로 비우승 구단들 중 대회를 무패로 마감한 최초의 구단으로 이름을 올렸다. 그 시즌 UEFA컵 최다 득점자였던 왈테르 판디아니는 시즌 종료 후 구단을 떠났다. 2007년 6월 9일, 타무도는 111골을 넣은 라파엘 마라뇬을 제치고 113골로 에스파뇰의 구단 역대 최다 득점자로 이름을 올렸다.
2009년 5월 31일, 에스파뇰은 0-3으로 패한 말라가와의 경기에서 몬주이크 올림픽 경기장 마지막 안방 경기를 치렀다. 에스파뇰은 전 안방 구장인 사리아를 떠나 올림픽 경기장을 수 년동안 안방 구장으로 빌려썼다. 이번 구장 이전으로, 구단의 간판 라울 타무도는 사리아, 몬주이크 올림픽 경기장, 그리고 2009-10 시즌을 기점으로 한 코르넬랴-엘 프라트 경기장 세 곳에서 모두 안방 경기를 치른 선수로 기록되었다.

### 최근 행보

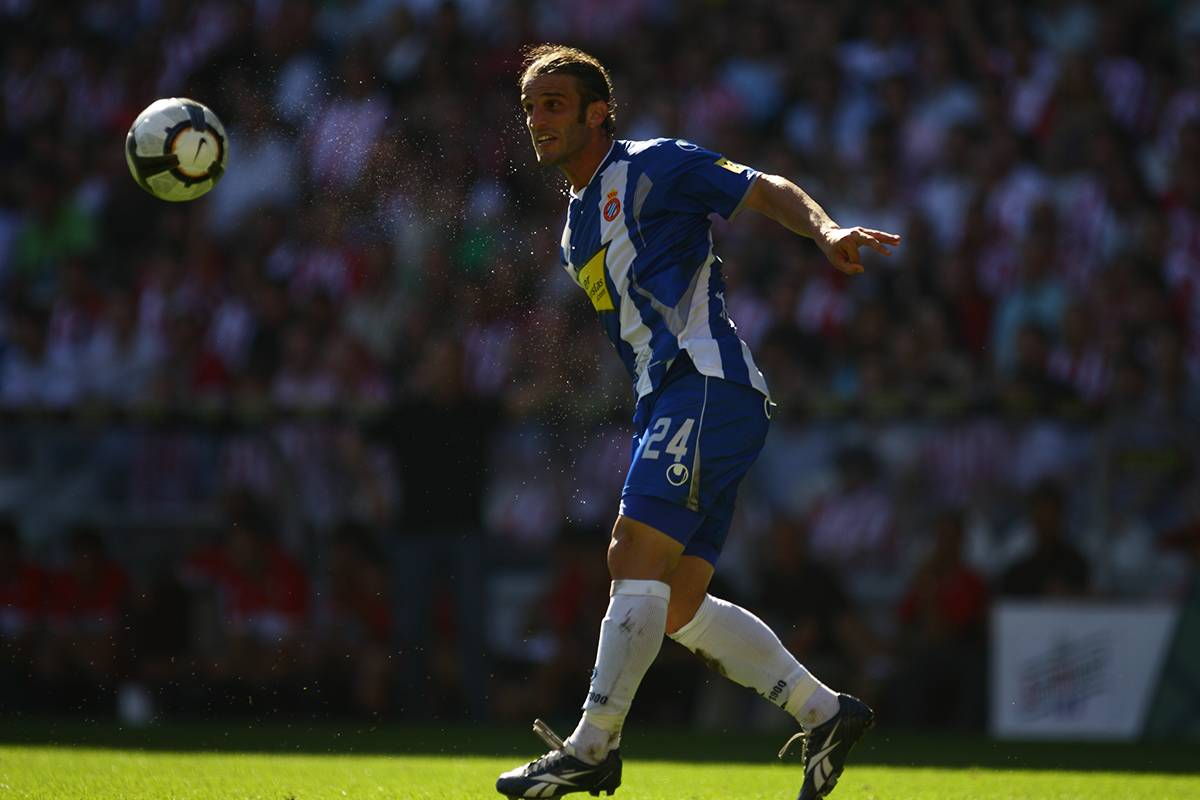
2009년 8월, 라 리가 경기의 이반 알론소

2009년 1월, 전 에스파뇰 수비수 마우리시오 포체티노가 강등권에 처한 구단의 지휘봉을 잡으며 처음으로 1군 감독이 되었다. 그는 2월에 숙적 바르셀로나를 캄 노우에서 2-1로 이겨 구단의 잔류 불씨를 살렸다. 바르셀로나는 그 해 페프 과르디올라의 지도 하에 3관왕을 달성했다.
몬주익 올림픽 경기장에서 12시즌을 보낸 에스파뇰은 코르넬랴-엘 프라트 신구장으로 이전했다. 신구장은 에스파뇰과 리버풀 간의 2009년 8월 2일 친선경기로 정식 개장했다. 에스파뇰은 이 경기에서 루이스 가르시아의 선제골이자 개장 1호골에 더불어 벤 사하르의 2골로 3-0 완승을 거두었다. 엿세 후, 에스파뇰의 다니엘 하르케 주장이 향년 26세로 피렌체의 코베르차노 훈련장에서 이탈리아 구단들과 친선전을 준비하던 와중에 심정지로 영면에 들었다. 그에 따라 그의 유니폼 번호에 해당하는 에스파뇰의 매 경기 21분에 그를 기리기 위해 지지자들은 1년 동안 기립 박수를 친다.
포체티노가 2012년에 구단을 떠난 후, 구단은 몇 차례 감독 교체 끝에 1부 리그에서 명맥을 이어나갔다. 2016년 1월, 중국인 사업가 첸 얀솅이 구단 지분 54%를 매입하여 새 구단주로 들어왔다. 2018-19 시즌, 에스파뇰은 리그를 7위로 마감해, 2006-07 시즌 준우승을 거둔 이래 처음으로 유로파리그 무대에 복귀했다. 그러나, 이듬해 구단은 1994년 이래 처음으로 2부 리그로 강등되었는데, 바르셀로나전 0-1 패배로 강등이 확정되었다. 2020년 8월 3일, 구단은 라 리가 강등 유보를 요청하는 공식 발표를 했다. 그러나, 이에도 불구하고 강등을 피할 수는 없었다. 2021년 5월 8일, 에스파뇰은 사라고사와 0-0으로 비기면서 총 42경기를 치르는 리그에서 4경기를 남겨놓고 1시즌 만의 라 리가 복귀를 확정지었다.

## 경쟁

### 바르셀로나 더비
20세기 초 프리모 데 리베라 독재 정권(1923–1930) 치하에 바르셀로나는 카탈루냐의 정체성으로 비추어졌다. 이에 반해 에스파뇰은 중앙 집권에 대응하는 것으로 보았다.
1918년, 카탈루냐의 시정부에서는 스페인 정부로 하여금 자치권을 쟁취할 수 있도록 압력을 넣었다. 바르셀로나는 이 행렬에 동참해 카탈루냐 언론에 바르셀로나를 카탈루냐 독립 운동의 한 축으로 볼 수 있게 만들었다. 다른 바르셀로나 연고 구단 에스파뇰은 유럽 무대에서 큰 성공을 거둔 바르셀로나와 대조되게 이 목소리를 내는 축에서 빠졌다.
현재 바르셀로나는 카탈루냐 정치의 여권측에 가깝다고 본다. 근래 취임한 회장들은 카탈루냐 독립운동과 연계되어 있고, 국민 투표에도 부쳤으며, 이는 일부 카탈루냐 지지자들과 스스로를 외면받았고, 구단이 스스로를 왜곡한다 생각하는 나머지 스페인 지역의 반발을 일으켰다. 비록 에스파뇰의 이사진 또한 친독립적인 자세를 취했지만, 구단은 정치와 거리를 두려 한다. 구단의 지지자들 또한 카탈루냐 독립에 반대하는 것으로 추정되고 있다.
수 차례 에스파뇰은 불리하거나 그보다 심할 경우 친바르셀로나적이어서 직접적으로 모욕적으로 대하는 TV3 등의 카탈루냐 대중매체에 대해 불편을 호소했다.
이러한 두 구단의 이상 차이에도 불구하고 이 더비(Derbi)는 바르셀로나 지지자들(이들은 고전 더비를 더 중요한 경기로 보았다)보다 기대치가 상대적으로 낮은 에스파뇰이 더 중요하게 보았다.
비록 라 리가 역사상 가장 많은 경기를 치른 지역 더비 경기이기도 했지만, 세력차가 매우 크기도 한데, 바르셀로나 측이 크게 앞서나가기 때문이었다. 역대 리그 순위에서 에스파뇰은 바르사보다 더 좋은 리그 성적을 거둔 사례가 3번에 불과했고, 70년 가까이 지난 카탈루냐 구단들 간의 코파 델 레이 결승전도 1957년에 바르셀로나의 승리로 종결되었다. 에스파뇰은 1951년에 역대 최고 점수차인 6-0으로 이긴 것이 유일한 위안거리였다.
에스파뇰은 2008-09 시즌에 2-1 승리를 거두며, 그 시즌 3관왕을 달성한 바르셀로나를 캄 노우에서 이긴 첫 구단으로 기록되었다.
2020년 7월 8일, 에스파뇰은 바르셀로나에 0-1로 패하면서 2부 리그 강등이 확정되었다.

## 구장
1923년부터 1997년까지, 에스파뇰은 바르셀로나 사리아-산트 제르바시 구의 사리아 경기장에서 안방 경기를 치렀다. 1997년 구단은 몬주이크의 올림픽 경기장으로 구장을 옮겼다. 에스파뇰은 2009-10 시즌이 개막하기 전에 코르넬랴 데 료브레가트와 엘 프라트 데 료브레가트 경계의 신축 RCDE 스타디움(혹은 코르넬랴-엘 프라트 경기장)에 입주했다.

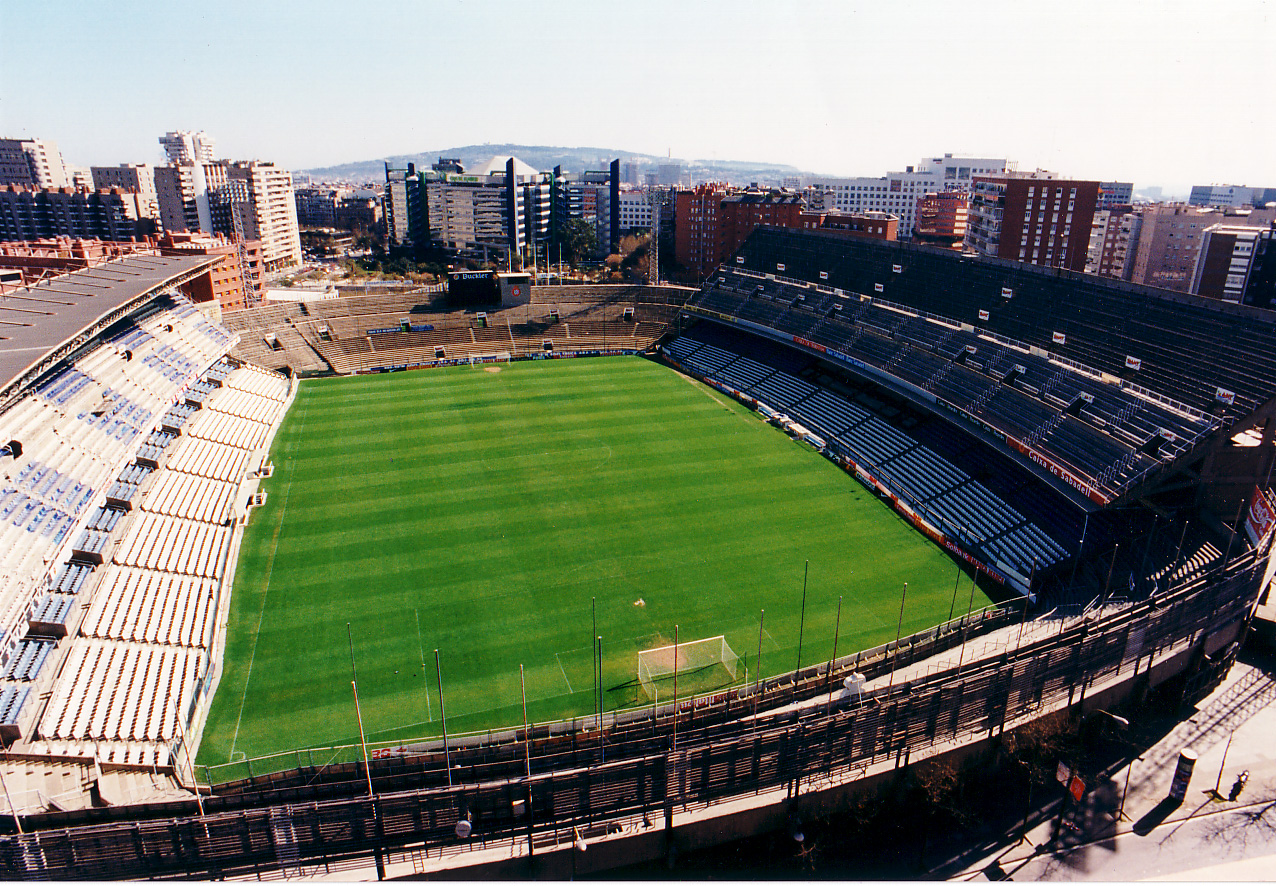
사리아
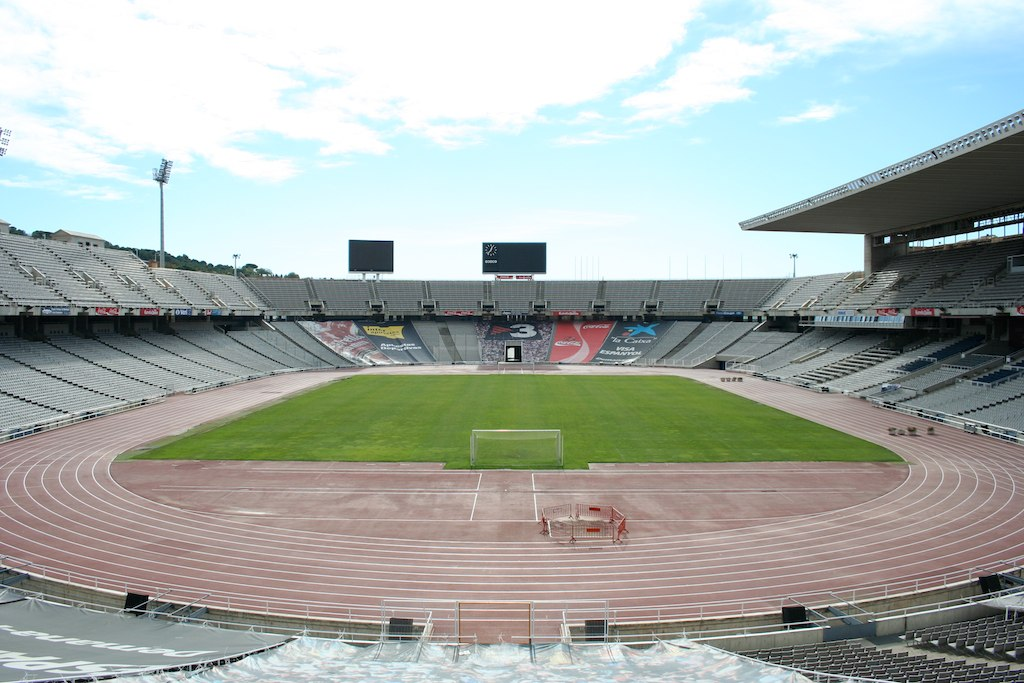
몬주이크 올림픽 경기장
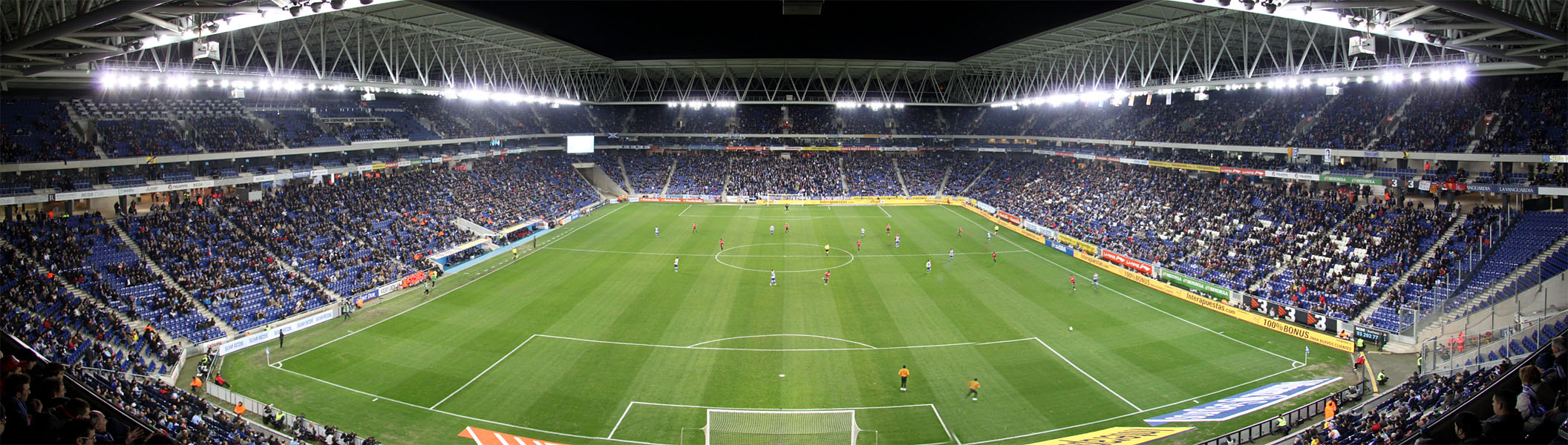
RCDE 스타디움

## 대회 요약
- 라 리가에서 80시즌
- 세군다 디비시온에서 4시즌
- UEFA컵 / 유로파리그 8시즌 참가
- 인터시티스 페어스컵 2시즌 참가
- 인터토토컵 2시즌 참가

### 업적
- 1928년, 에스파뇰은 라 리가 원년에 참가한 구단으로 1929년에 구단 사상 첫 코파 델 레이 우승을 거두었다. 에스파뇰은 라 리가에서 아직 우승한 적이 없는 구단들 중 가장 많은 시즌을 참가했다.
- 에스파뇰은 UEFA컵 / 유로파리그에 8번 참가했는데,(이 중 코파 델 레이 우승으로 참가한2000년과 2006년 포함하여, 그 전에 컵대회 우승은 컵위너스컵 진출권이 주어졌다) 1988년[26][27][28][29]에는 당시 서독의 레버쿠젠에 1차전과 2차전에 대조적인 승부로 접전을 벌이고(바르셀로나에서 3-0, 레버쿠젠에서 0-3) 승부차기 끝에 2-3으로 패했고,[30][31] 2007년에는 글래스고 햄던 파크에서 같은 스페인의 세비야를 상대로 정규 시간에 1-1, 연장전 끝에 2-2로 접전을 벌인 후 승부차기에서 1-3으로 패했다.

## 수상

### 남자부
국내
- 코파 델 레이 우승 4회[32]
  - 우승: 1928–29, 1940, 1999–2000, 2005–06
  - 준우승: 1911, 1915, 1941, 1947, 1957

- 세군다 디비시온 우승 2회[33]
  - 우승: 1993–94, 2020–21

- 수페르코파 데 에스파냐
  - 준우승: 2000, 2006

국제
- UEFA컵 / 유로파리그
  - 준우승: 1987–88, 2006–07

지역
- 카탈루냐 선수권 대회 우승 11회[34]
  - 우승: 1903–04, 1905–06, 1906–07, 1907–08, 1911–12, 1914–15, 1917–18, 1928–29, 1932–33, 1936–37, 1939–40

- 수페르코파 데 카탈루냐 우승 1회
  - 우승: 2016[35]

### 여자부
- 프리메라 디비시온 우승 1회
  - 우승: 2005–06
  - 준우승: 2006–07, 2009–10, 2010–11

- 코파 데 라 레이나 우승 6회
  - 우승: 1996, 1997, 2006, 2009, 2010, 2012
  - 준우승: 1990, 2002, 2007, 2011

## 선수
위키백과에 개설된 전직 및 현직 에스파뇰의 모든 선수들의 목록을 확인하려면 분류:RCD 에스파뇰의 축구 선수를 확인하십시오.

### 현재 선수 명단
2024년 9월 2일 기준
참고: FIFA 자격 규정에 따라 소속된 국가대표팀 국기를 표시합니다. 선수는 복수의 FIFA 비회원국 국적을 가지고 있을 수 있습니다.
| 번호 | 포지션 | 국적     | 이름                                   |
| ---- | ------ | -------- | -------------------------------------- |
| 1    | GK     |          | 주안 가르시아                          |
| 3    | DF     |          | 세르지 고메스 (주장)                   |
| 4    | DF     | 알바니아 | 마라쉬 쿰불라 (로마에서 임대)          |
| 5    | DF     |          | 페르난도 칼레로                        |
| 6    | DF     | 우루과이 | 레안드로 카브레라                      |
| 7    | FW     |          | 하비 푸아도 (부주장)                   |
| 8    | MF     |          | 에두 엑스포시토                        |
| 9    | FW     |          | 알레호 벨리스 (토트넘 홋스퍼에서 임대) |
| 10   | MF     |          | 폴 로사노                              |
| 11   | FW     |          | 페레 미야                              |
| 12   | DF     |          | 알바로 테헤로                          |
| 13   | GK     |          | 페르난도 파체코                        |
| 14   | DF     |          | 브리안 올리반                          |

| 번호 | 포지션 | 국적     | 이름                                         |
| ---- | ------ | -------- | -------------------------------------------- |
| 15   | MF     |          | 호세 그라게라                                |
| 16   | FW     | 모로코   | 왈리드 셰디라 (나폴리에서 임대)              |
| 17   | FW     |          | 호프레 카레라스                              |
| 18   | MF     |          | 알바로 아구아도                              |
| 19   | MF     |          | 살비 산체스                                  |
| 20   | MF     | 체코     | 알렉스 크랄 (우니온 베를린에서 임대)         |
| 22   | DF     |          | 카를로스 로메로 (비야레알에서 임대)          |
| 23   | DF     | 모로코   | 오마르 엘 힐랄리                             |
| 24   | FW     |          | 이르뱅 카르도나 (FC 아우크스부르크에서 임대) |
| 31   | MF     |          | 안토니우 로카                                |
| 33   | GK     |          | 앙헬 포르투뇨                                |
| 37   | FW     | 튀르키예 | 나지 위뉘바르 (아약스에서 임대)              |

### 2군 차출 명단
참고: FIFA 자격 규정에 따라 소속된 국가대표팀 국기를 표시합니다. 선수는 복수의 FIFA 비회원국 국적을 가지고 있을 수 있습니다.
| 번호 | 포지션 | 국적   | 이름          |
| ---- | ------ | ------ | ------------- |
| 32   | FW     | 모로코 | 오마르 사디크 |
| 35   | MF     |        | 라펠 바우사   |

### 임대 선수 명단
참고: FIFA 자격 규정에 따라 소속된 국가대표팀 국기를 표시합니다. 선수는 복수의 FIFA 비회원국 국적을 가지고 있을 수 있습니다.
| 번호 | 포지션 | 국적 | 이름                              |
| ---- | ------ | ---- | --------------------------------- |
| ―    | DF     |      | 이안 포른스 (부르고스로 임대)     |
| ―    | DF     |      | 루벤 산체스 (그라나다로 임대)     |
| ―    | MF     |      | 하비 에르난데스 (우에스카로 임대) |

| 번호 | 포지션 | 국적     | 이름                              |
| ---- | ------ | -------- | --------------------------------- |
| ―    | MF     |          | 로제르 마르티네스 (루고로 임대)   |
| ―    | FW     | 우루과이 | 가스톤 바예스 (카르타헤나로 임대) |
| ―    | FW     |          | 케네트 솔레르 (무르시아로 임대)   |

### 영구 결번
참고: FIFA 자격 규정에 따라 소속된 국가대표팀 국기를 표시합니다. 선수는 복수의 FIFA 비회원국 국적을 가지고 있을 수 있습니다.
| 번호 | 포지션 | 국적 | 이름                               |
| ---- | ------ | ---- | ---------------------------------- |
| 21   | MF     |      | 다니엘 하르케 (2002-09, 사후 명예) |

참고
1. ↑  2018-19 시즌을 기점으로 마르크 로카와 니코 멜라메드가 등번호 21번을 사용했다.[37][38]

### 최다 출장 선수 목록
2020년 9월 12일 기준 (공식 프로 경기만 산정)
|    | 이름                | 연도      | 라 리가 | 세군다 디비시온 | 코파 델 레이 | 코파 데 라 리가 | UEFA컵 | 기타 | 합계 |
| -- | ------------------- | --------- | ------- | --------------- | ------------ | --------------- | ------ | ---- | ---- |
| 1  | 라울 타무도         | 1996–2010 | 340     | —               | 26           | —               | 14     | 9    | 389  |
| 2  | 안토니오 아르힐레스 | 1950–1964 | 301     | 14              | 38           | —               | —      | 4    | 357  |
| 3  | 호세 마리아         | 1965–1976 | 269     | 31              | 33           | —               | 2      | 11   | 346  |
| 4  | 토마 은코노         | 1982–1990 | 241     | 33              | 30           | 19              | 10     | —    | 333  |
| 5  | 마우리시오 포체티노 | 1994–2006 | 275     | —               | 30           | —               | 13     | 2    | 320  |
| 6  | 페르난도 몰리노스   | 1974–1984 | 264     | —               | 43           | 6               | 6      | —    | 319  |
| 7  | 마누엘 수니가       | 1979–1988 | 259     | —               | 29           | 18              | 9      | —    | 315  |
| 8  | 마라뇬              | 1974–1983 | 261     | —               | 43           | 4               | 6      | —    | 314  |
| 9  | 아르테아가          | 1993–2003 | 238     | 28              | 32           | —               | 10     | 2    | 310  |
| 10 | 디에고 오리후엘라   | 1982–1991 | 216     | 33              | 27           | 15              | 12     | —    | 303  |

참고
1. ↑  인터토토컵 6경기, 수페르코파 데 에스파냐 3경기 출장 기록 포함
2. ↑  라 리가 강등 플레이오프전 출장 기록 포함
3. ↑  인터시티스 페어스컵 출장 기록 포함
4. ↑  인터시티스 페어스컵 8경기, 인터토토컵 3경기 출장 기록 포함
5. ↑  라 리가 강등 플레이오프전 2경기 출장 기록 포함
6. ↑  수페르코파 데 에스파냐 출장 기록 포함
7. ↑  수페르코파 데 에스파냐 출장 기록 포함
8. ↑  라 리가 강등 플레이오프전 2경기, 라 리가 승격 플레이오프전 1경기 출장 기록 포함

## 감독
| - 테드 개리 (1922–24) - 프란시스코 브루 (1924–26) - 잭 그린웰 (1926–30) - 파트리시오 카이세도 (1930–33) - 라몬 트라발 (1933–35) - 해리 로 (1935) - 파트리시오 카이세도 (1935–43) - 페드로 솔레 (1943) - 크리산트 보스치 (1943–44) - 발타사르 알베니스 (1944–45) - 크리산트 보스치 (1945–46) - 주제프 플라나스 (1946–47) - 호세 에스파다 (1947–49) - 파트리시오 카이세도 (1949–50) - 후안 호세 노게스 (1950–52) - 알레한드로 스코페지 (1952–54) - 호세 에스파다 (1954–55) - 오딜리오 브라보 (1955) - 리카르도 사모라 (1955–57) - 베르케시 엘레메르 (1957–58) - 마르셀 도밍고 (1958–59) - 안토니오 바리오스 (1959–60) - 에르네스토 폰스 (1960–61) - 알레한드로 스코페지 (1961) - 리카르도 사모라 (1961) - 호세 루이스 사소 (1961) - 리카르도 사모라 (1961) - 훌리안 아르카스 (1961–62) - 에리베르토 에레라 (1962–63) - 페드로 아레소 (1963) - 페드로 솔레 (1963–64) | - 쿠벌러 라슬로 (1964–65) - 페르난도 아르힐라 (1965–66) - 호세 에스파다 (1966) - 컬마르 예뇌 (1966–68) - 안토니오 아르힐레스 (1968–69) - 페르난도 리에라 (1969–70) - 라파엘 이리온도 (1970) - 페르디난트 다우치크 (1970–71) - 호세 산타마리아 (1971–77) - 에리베르토 에레라 (1977–78) - 호세 안토니오 이룰레기 (1978–79) - 비센테 미에라 (1979–80) - 호세 마리아 마구레기 (1980–83) - 밀로라드 파비치 (1983) - 샤비에르 아스카르고르타 (1983–86) - 하비에르 클레멘테 (1986–89) - 호세 마우리 (1989) - 라울 롱이 (1989) - 호세 가르시아 데 안도인 (1989) - 베니토 주아네트 (1989) - 후안호 디아스 (1989–90) - 루이스 아라고네스 (1990–91) - 류프코 페트로비치 (1991) - 자우메 사바테 (1991–92) - 하비에르 클레멘테 (1992) - 호세 마누엘 디아스 노보아 (1992–93) - 후안호 디아스 (1993) - 호세 안토니오 카마초 (1993–96) - 페페 카르셀렌 (1996–97) - 비센테 미에라 (1997) - 파코 플로레스 (1997) | - 호세 안토니오 카마초 (1997–98) - 마르셀로 비엘사 (1998) - 미겔 앙헬 브린디시 (1998–2000) - 파코 플로레스 (2000–02) - 후안데 라모스 (2002) - 라몬 모야 (2002) - 하비에르 클레멘테 (2002–03) - 루이스 페르난데스 (2003–04) - 미겔 앙헬 로티나 (2004–06) - 에르네스토 발베르데 (2006–08) - 틴틴 마르케스 (2008) - 마네 (2008–09) - 마우리시오 포체티노 (2009–12) - 하비에르 아기레 (2012–14) - 세르히오 곤살레스 (2014–15) - 콘스탄틴 글커 (2015–16) - 키케 산체스 플로레스 (2016–18) - 다비드 가예고 (2018) - 루비 (2018–19) - 다비드 가예고 (2019) - 파블로 마친 (2019) - 아벨라르도 (2019–2020) - 프란시스코 루페테 (2020) - 비센테 모레노 (2020–2022) - 루이스 블랑코 (2022) - 디에고 마르티네스 (2022–23) - 루이스 가르시아 (2023–) |

## 회장
| 임기    | 이름                        |
| ------- | --------------------------- |
| 1900–02 | 앙헬 로드리게스 루이스      |
| 1902–06 | 주제프 마리아 미로 트레파트 |
| 1906–09 | 공석                        |
| 1909    | 훌리아 클라페라 로카        |
| 1909–10 | 앙헬 로드리게스 루이스      |
| 1910–11 | 에벨리오 동코스             |
| 1911–12 | 호세 가스파르 아르도이      |
| 1912–13 | 산티아고 데 라 리바         |
| 1913–14 | 알폰소 아르두라             |
| 1914–15 | 호세 가스파르 아르도이      |

| 임기    | 이름                         |
| ------- | ---------------------------- |
| 1915–18 | 호세 마리아 베르나다스       |
| 1918–19 | 마누엘 아옌데                |
| 1919–20 | 빅토리아 데 라 리바          |
| 1920–22 | 헤나로 데 라 리바            |
| 1922–22 | 에우세비오 페르난데스 무니스 |
| 1922–24 | 빅토리아 데 라 리바          |
| 1924–25 | 산티아고 데 라 리바          |
| 1925–30 | 헤나로 데 라 리바            |
| 1930–31 | 산티아고 데 라 리바          |
| 1931–33 | 하비에르 데 살라스           |

| 임기    | 이름                           |
| ------- | ------------------------------ |
| 1933–42 | 헤나로 데 라 리바              |
| 1942–47 | 프란시스코 로만 세나로         |
| 1947–48 | 호세 살라스 파니에요           |
| 1948–58 | 프란시스코 하비에르 사엔스     |
| 1958–60 | 프레데리크 마리몬 그리펠       |
| 1960–62 | 빅토리아 올리바레스 데 라 리바 |
| 1962–63 | 세사레오 카스티야 델가도       |
| 1963–67 | 주제프 푸스테 노게라           |
| 1967–69 | 후안 빌라                      |
| 1969–70 | 주제프 푸스테 노게라           |

| 임기    | 이름                 |
| ------- | -------------------- |
| 1970–82 | 마누엘 멜레르        |
| 1982–89 | 안토니오 바로        |
| 1989    | 페란 마르토렐        |
| 1989–93 | 훌리오 파르도        |
| 1993–97 | 프란시스코 페렐료    |
| 1997–11 | 다니엘 산체스 리브레 |
| 2011–12 | 라몬 콘달            |
| 2012–16 | 후안 코예트          |
| 2016–   | 첸 얀솅              |

## 에스파뇰의 이전 운영 부서
1990년대까지 에스파뇰은 다른 종목 부서도 운영했다. 2017년 3월, 에스파뇰의 지지자 및 주주 협회에서 에스파뇰의 축구부 보조금 없이 운영할 구단의 타 종목 부서를 재건하는 프로젝트를 시작했다. 새 종합종목 체육단이 세시온스 데포르티베스 에스파뇰(Seccions Deportives Espanyol, 에스파뇰 체육 부서)의 명칭으로 창단되었다.
2달 후, 협회는 에스파뇰이 2017-18 시즌부터 롤러 하키단과 여자 배구부에 다시 참가할 것임을 밝혔다. 그 다음 시즌, 농구부가 재창단되었고, 핸드볼부를 창설할 계획도 나왔다.

### 남자 농구
- 코파 델 레이 우승 1회
  - 우승: 1941

- 카탈루냐 선수권 대회 우승 2회
  - 우승: 1931, 1932
  - 준우승: 1941, 1943, 1954

### 여자 농구
- 코파 데 라 레이나 우승 1회
  - 우승: 1943
  - 준우승: 1944

### 남자 롤러 하키
- 코파 델 레이 우승 11회
  - 우승: 1944, 1947, 1948, 1949, 1951, 1954, 1955, 1956, 1957, 1961, 1962
  - 준우승: 1946, 1952, 1953, 1958

### 여자 배구
- 수페를리가 우승 3회
  - 우승: 1985, 1988, 1991
- 코파 데 라 레이나 우승 5회
  - 우승: 1984, 1985, 1986, 1990, 1992

### 남자 야구
- 디비시온 데 오노르 우승 2회
  - 우승: 1946, 1953

## 같이 보기
- RCD 에스파뇰 B
- RCD 에스파뇰 칸테라
- 트로페우 시우타트 데 바르셀로나